# Skákavka bronzová
Skákavka bronzová (Heliophanus aeneus) je druh pavouka z čeledi skákavkovití. Je rozšířena v palearktické oblasti, v ČR hojná.

## Popis
Samice dorůstají délky 5–7 mm, samci 4,5–5,5 mm. Zbarvení obou pohlaví je leskle černé, někdy více měděné nebo zelenavé. Hlavohruď a zadeček jsou tence bíle lemovány. Nohy jsou tmavé, světle pruhované. Samice mají žlutobílé koncové články makadel, makadla samců jsou celá černá. Uprostřed zadečku jsou dvě bílé skvrnky, další dvě skvrnky se nachází před bradavkami. Bílá kresba je značně variabilní.

## Způsob života
Vyskytuje se v suchých, prosluněných oblastech, v kamenitých stráních, na suchých loukách, suti a hromadách kamení, často pod kameny a na kmenech stromů. V Alpách byla nalezena v nadmořské výšce až 2 300 m. Dospělce lze nalézt od dubna do srpna, jsou však i údaje o přezimujících dospělcích. Pavouci předou bílé okrouhlé komůrky, ve kterých zimují, nebo v nich přečkávají nepříznivé období. Tyto komůrky se nachází na suchých větvích stromů, nebo na spodní straně kamenů, kde jich může být i více pohromadě.

## Ohrožení
Jedná se o téměř ohrožený druh podle červeného seznamu ČR.